# 長島橋 (山形県)
長島橋（ながしまばし）は、山形県村山市に架かる橋。

## 概要
最上川に架かる橋で、国道347号が通る。村山市の長島集落と深沢集落を結んでいる。最上川三難所舟下りの終着点ともなっている。
最上川上流側で、同じく国道347号にかかる三ヶ瀬橋とは数百mしか離れていない。東根市神町にかつて駐留していた米軍が使用していた大高根射撃場の着弾地補償費で建設が行われ、1954年11月に三ヶ瀬橋と同時に着工し、突貫工事で1955年6月に初代の橋が完成。橋には三角形に組んだ鋼トラスを取り入れた。三ヶ瀬橋は兄弟橋となる。
2009年に二代目の橋となる長島橋が旧長島橋のすぐ隣に建設され、架け替えられた。